# Junqueira (1910–1985)
Junqueira, właśc. José Junqueira de Oliveira (ur. 26 lutego 1910 w Vargem Grande do Sul  – zm. 25 kwietnia 1985 w São Paulo) – piłkarz brazylijski grający na pozycji środkowego obrońcy.

## Kariera klubowa
Junqueira całą karierę piłkarską spędził w klubie Palestra Itália, gdzie grał w nim 1931–1945. Z Palestra Itália ośmiokrotnie zdobył mistrzostwo stanu São Paulo – Campeonato Paulista w 1932, 1933, 1934, 1936, 1938, 1940, 1942 i 1944 roku.

## Kariera reprezentacyjna
Junqueira zadebiutował w reprezentacji Brazylii 18 lutego 1940 w zremisowanym 2-2 meczu z reprezentacją Argentyny, którego stawką było Copa Julio Roca 1939/40. Był to jedyny jego występ w reprezentacji.